# Expletiu
Un expletiu és un mot que apareix a la frase per exigències gramaticals però que està mancat de significat identificable. Un exemple són les llengües de presència de subjecte obligatori, on determinades partícules (com "it" en anglès) garanteixen l'acceptabilitat d'una construcció sense que aquest element pugui considerar-se el pronom que substitueix a un referent real. La mateixa paraula pot tenir un valor no expletiu en altres construccions (per exemple "it" pot substituir un objecte com a subjecte identificable en el discurs). Un altre exemple comú són les anomenades negacions expletives, com el cas català "ningú no ho diria" on la doble negació no té efecte semànticament (no es converteix en una afirmació).